# Sensenti

Sensenti é um município de Honduras, localizado no departamento de Ocotepeque.